# New Old Songs
New Old Songs – album muzyczny wydany w 2001 roku. Zawiera remiksy starych hitów Limp Bizkit.

## Lista utworów
1. "Nookie - For The Nookie Remixed" (The Neptunes)
2. "Take A Look Around Remixed" (Timbaland, E 40, 8-Ball)
3. "Break Stuff Remixed" (DJ Lethal)
4. "My Way - The P. Diddy Remix Remixed" (Sean "P Diddy" Combs)
5. "Crushed Remixed" (Bosko)
6. "N 2gether Now - All In Together Now Remixed" (The Neptunes)
7. "Rearranged Remixed" (Timbaland, Bubba Sparxxx)
8. "Getcha Groove On - Dirt Road Mix Remixed" (DJ Premier, Xzibit)
9. "Faith/Fame Remix Remixed" (Fred Durst&Josh Abraham, Everlast)
10. "My Way Remixed" (DJ Lethal)
11. "Nookie - Androids vs. Las Putas Remix Remixed" (Butch Vig)
12. "Counterfeit - Lethal Dose Extreme Guitar Mix Remixed" (DJ Lethal)
13. "Rollin'- DJ Monk-vs-THE TRACK MACK Remix Remixed" (DJ Monk, The Track Man)
14. "My Way - DJ Premier Way Remix Remixed" (DJ Premier)
15. "My Way - William Orbit's Mix Remixed" (William Ørbit)
16. "My Way - Pistols' Dancehall Dub Remixed" (The Dub Pistols)